# Lepthercus dippenaarae
Espèce
Lepthercus dippenaarae est une espèce d'araignées mygalomorphes de la famille des Entypesidae.

## Distribution
Cette espèce est endémique du Cap-Oriental en Afrique du Sud,. Elle se rencontre vers Komga.

## Description
Le mâle holotype mesure 10,76 mm et la femelle paratype 16,05 mm.

## Étymologie
Cette espèce est nommée en l'honneur d'Ansie S. Dippenaar-Schoeman.

## Publication originale
- Ríos-Tamayo & Lyle, 2020 : The South African genus Lepthercus Purcell, 1902 (Araneae: Mygalomorphae): phylogeny and taxonomy. Zootaxa, no 4766(2), p. 261-305.